# كران
كران (بالإنجليزية: Crane, Texas)‏ هي مدينة تقع بولاية تكساس في شمال شرق الولايات المتحدة. تبلغ مساحة هذه المدينة 2.6 (كم²)، وترتفع عن سطح البحر 785 م، بلغ عدد سكانها 3191 نسمة في عام 2000 حسب إحصاء مكتب تعداد الولايات المتحدة وتصل الكثافة السكانية فيها 1208.4 نسمة/كم2.

## التركيبة السكانية
حدّد مكتب تعداد الولايات المتحدة بيانات التركيبة السكانية لكران في تعداد الولايات المتحدة. في ما يلي، التركيبة السكانية حسب تعدادي 2000 و2010.

### تعداد عام 2000
بلغ عدد سكان كران 3,191 نسمة بحسب تعداد عام 2000، وبلغ عدد الأسر 1,096 أسرة وعدد العائلات 866 عائلة مقيمة في المدينة. في حين سجلت الكثافة السكانية 1,190.7 نسمة لكل كيلومتر مربع (3,083.9/ميل2). وبلغ عدد الوحدات السكنية 1,278 وحدة بمتوسط كثافة قدره 476.9 لكل كيلومتر مربع (1,235.2/ميل2).
وتوزع التركيب العرقي للمدينة بنسبة 73.52% من البيض و3.01% من الأمريكيين الأفارقة و0.97% من الأمريكيين الأصليين و0.38% من الأمريكيين ذوي الأصول الآسيوية و19.43% من الأعراق الأخرى و2.70% من عرقين مختلطين أو أكثر و45.41% من الهسبانيون أو اللاتينيون من أي عرق.
بلغ عدد الأسر 1,096 أسرة كانت نسبة 47% منها لديها أطفال تحت سن الثامنة عشر تعيش معهم، وبلغت نسبة الأزواج القاطنين مع بعضهم البعض 66% من أصل المجموع الكلي للأسر، ونسبة 8.9% من الأسر كان لديها معيلات من الإناث دون وجود شريك،  بينما كانت نسبة 4.1% من الأسر لديها معيلون من الذكور دون وجود شريكة وكانت نسبة 21% من غير العائلات. تألفت نسبة 19.3% من أصل جميع الأسر من عدة أفراد يعيشون في نفس المنزل ونسبة 10.4% كانت تتألف من شخص يعيش بمفرده يبلغ من العمر 65 عاماً أو أكثر. وبلغ متوسط حجم الأسرة المعيشية 2.90، أما متوسط حجم العائلات فبلغ 3.35.
بلغ العمر الوسطي للسكان 33.2 عاماً. وكانت نسبة 32.6% من القاطنين تحت سن الثامنة عشر، وكانت نسبة 7.7% بين الثامنة عشر والرابعة والعشرين عاماً، ونسبة 27.1% كانت واقعةً في الفئة العمرية ما بين الخامسة والعشرين والرابعة والأربعين عاماً، ونسبة 21.4% كانت ما بين الخامسة والأربعين والرابعة والستين، ونسبة 10.7% كانت ضمن فئة الخامسة والستين عاماً فما فوق. يوجد لكل 100 أنثى 92.5 ذكر، ويوجد لكل 100 أنثى في الثامنة عشر من عمرها فما فوق 88.2 ذكر.
بلغ متوسط دخل الأسرة في المدينة 31,774 دولارًا، أما متوسط دخل العائلة فبلغ 36,386 دولارًا. وكان متوسط دخل الذكور 32,250 دولارًا مقابل 18,086 دولارًا للإناث. وسجل دخل الفرد الخاص بالمدينة 12,776 دولارًا. وكانت نسبة 13% من العائلات ونسبة 13.1% من السكان تحت خط الفقر، وكان من هؤلاء نسبة 15.1% تحت سن الثامنة عشر ونسبة 8% في الخامسة والستين من العمر وما فوق.

### تعداد عام 2010
بلغ عدد سكان كران 3,353 نسمة بحسب تعداد عام 2010، وبلغ عدد الأسر 1,124 أسرة وعدد العائلات 871 عائلة مقيمة في المدينة. في حين سجلت الكثافة السكانية 1,251.1 نسمة لكل كيلومتر مربع (3,240.3/ميل2). وبلغ عدد الوحدات السكنية 1,253 وحدة بمتوسط كثافة قدره 467.5 لكل كيلومتر مربع (1,210.8/ميل2).
وتوزع التركيب العرقي للمدينة بنسبة 72.59% من البيض و3.10% من الأمريكيين الأفارقة و1.04% من الأمريكيين الأصليين و0.30% من الأمريكيين ذوي الأصول الآسيوية و20.37% من الأعراق الأخرى و2.59% من عرقين مختلطين أو أكثر و56.99% من الهسبانيون أو اللاتينيون من أي عرق.
بلغ عدد الأسر 1,124 أسرة كانت نسبة 45.9% منها لديها أطفال تحت سن الثامنة عشر تعيش معهم، وبلغت نسبة الأزواج القاطنين مع بعضهم البعض 61.7% من أصل المجموع الكلي للأسر، ونسبة 11.1% من الأسر كان لديها معيلات من الإناث دون وجود شريك،  بينما كانت نسبة 4.7% من الأسر لديها معيلون من الذكور دون وجود شريكة وكانت نسبة 22.5% من غير العائلات. تألفت نسبة 19.2% من أصل جميع الأسر من عدة أفراد يعيشون في نفس المنزل ونسبة 8.1% كانت تتألف من شخص يعيش بمفرده يبلغ من العمر 65 عاماً أو أكثر. وبلغ متوسط حجم الأسرة المعيشية 2.97، أما متوسط حجم العائلات فبلغ 3.44.
بلغ العمر الوسطي للسكان 33.7 عاماً. وكانت نسبة 30.9% من القاطنين تحت سن الثامنة عشر، وكانت نسبة 8.6% بين الثامنة عشر والرابعة والعشرين عاماً، ونسبة 25.6% كانت واقعةً في الفئة العمرية ما بين الخامسة والعشرين والرابعة والأربعين عاماً، ونسبة 24.8% كانت ما بين الخامسة والأربعين والرابعة والستين، ونسبة 10.1% كانت ضمن فئة الخامسة والستين عاماً فما فوق. وتوزع التركيب الجنسي للسكان بنسبة 49.2% ذكور و50.8% إناث.

## وصلات خارجية
- The US50 - Cities and Towns in Texas State